# Catedral de São Jorge (São Paulo)
A Catedral de São Jorge é um templo religioso localizado em São Paulo, além de ser a sé da Diocese Armênia do Brasil da Igreja Apostólica Armênia, subordinada eclesiasticamente a Santa Sé de Echemiazim.

## História
A primeira igreja Armênia de São Jorge de São Paulo foi construída em 21 de março de 1937 e tinha 35m de altura. Foi consagrada pelo padre Gabriel Samuelian em 10 de abril de 1938. Porém, em 1943  as autoridades municipais demoliram a igreja para alargar a rua. De acordo com a decisão do filantropo armênio George Tahanian, uma nova igreja armênia foi construída em outro bairro da cidade, também chamada de São Jorge. A cerimônia da pedra fundamental ocorreu em 25 de março de 1945, inauguração em 3 de abril de 1949, consagração em 24 de abril pelo arcebispo Garegin Khachaturian.